# Svédország a 2014. évi téli olimpiai játékokon
Svédország az oroszországi Szocsiban megrendezett 2014. évi téli olimpiai játékok egyik részt vevő nemzete volt. Az országot az olimpián 9 sportágban 106 sportoló képviselte, akik összesen 15 érmet szereztek.

## Érmesek
| Érem  | Versenyző | Sportág      | Versenyszám           |
| ----- | --- | ------------ | --------------------- |
| Arany | Lars Nelson Daniel Richardsson Johan Olsson Marcus Hellner | Sífutás      | Férfi 4 × 10 km váltó |
| Arany | Ida Ingemarsdotter Emma Wikén Anna Haag Charlotte Kalla | Sífutás      | Női 4 × 5 km váltó    |
| Ezüst | Maria Prytz Christina Bertrup Maria Wennerström Margaretha Sigfridsson Agnes Knochenhauer | Curling      | Női                   |
| Ezüst | Nemzeti válogatott Jhonas Enroth Oliver Ekman-Larsson Niklas Hjalmarsson Henrik Tallinder Daniel Alfredsson Patrik Berglund Marcus Krüger Jakob Silfverberg Nicklas Bäckström Alexander Steen Loui Eriksson Daniel Sedin Alexander Edler Johnny Oduya Henrik Lundqvist Henrik Zetterberg Gustav Nyquist Jimmie Ericsson Jonas Gustavsson Jonathan Ericsson Niklas Kronwall Carl Hagelin Erik Karlsson Marcus Johansson Gabriel Landeskog | Jégkorong    | Férfi                 |
| Ezüst | Johan Olsson | Sífutás      | Férfi 15 km           |
| Ezüst | Charlotte Kalla | Sífutás      | Női 10 km             |
| Ezüst | Charlotte Kalla | Sífutás      | Női 15 km             |
| Ezüst | Marcus Hellner | Sífutás      | Férfi 30 km           |
| Ezüst | Teodor Peterson | Sífutás      | Férfi egyéni sprint   |
| Bronz | Anna Holmlund | Síakrobatika | Női síkrossz          |
| Bronz | Daniel Richardsson | Sífutás      | Férfi 15 km           |
| Bronz | Emil Jönsson | Sífutás      | Férfi egyéni sprint   |
| Bronz | Emil Jönsson Teodor Peterson | Sífutás      | Férfi csapatsprint    |
| Bronz | Ida Ingemarsdotter Stina Nilsson | Sífutás      | Női csapatsprint      |
| Bronz | Niklas Edin Oskar Eriksson Viktor Kjäll Sebastian Kraupp Fredrik Lindberg | Curling      | Férfi                 |

## Alpesisí
Férfi
| Versenyző      | Versenyszám      | 1. futam | 1. futam | 2. futam      | 2. futam      | Összesítés | Összesítés |
| Versenyző      | Versenyszám      | Idő      | Hely.    | Idő           | Hely.         | Idő        | Helyezés   |
| -------------- | ---------------- | -------- | -------- | ------------- | ------------- | ---------- | ---------- |
| André Myhrer   | Műlesiklás       | 47,15    | 2.       | nem ért célba | nem ért célba | kiesett    | kiesett    |
| Axel Bäck      | Műlesiklás       | 49,02    | 24.      | kizárták      | kizárták      | kiesett    | kiesett    |
| Markus Larsson | Műlesiklás       | 48,04    | 10.      | 55,56         | 13.           | 1:43,60    | 7.         |
| Mattias Hargin | Műlesiklás       | 47,45    | 3.       | 56,15         | 16.           | 1:43,60    | 7.         |
| Matts Olsson   | Óriás-műlesiklás | 1:23,01  | 18.      | 1:24,05       | 10.           | 2:47,06    | 14.        |

Női
| Versenyző               | Versenyszám            | 1. futam      | 1. futam      | 2. futam | 2. futam | Összesítés    | Összesítés    |
| Versenyző               | Versenyszám            | Idő           | Hely.         | Idő      | Hely.    | Idő           | Helyezés      |
| ----------------------- | ---------------------- | ------------- | ------------- | -------- | -------- | ------------- | ------------- |
| Kajsa Kling             | Lesiklás               |               |               |          |          | 1:43,69       | 23.           |
| Kajsa Kling             | Óriás-műlesiklás       | 1:20,47       | 14.           | 1:19,83  | 23.      | 2:40,30       | 18.           |
| Kajsa Kling             | Szuperóriás-műlesiklás |               |               |          |          | nem ért célba | nem ért célba |
| Sara Hector             | Lesiklás               |               |               |          |          | 1:44,23       | 25.           |
| Sara Hector             | Szuperóriás-műlesiklás |               |               |          |          | 1:28,71       | 21.           |
| Jessica Lindell-Vikarby | Óriás-műlesiklás       | 1:18,40       | 2.            | 1:19,62  | 20.      | 2:38,02       | 7.            |
| Jessica Lindell-Vikarby | Szuperóriás-műlesiklás |               |               |          |          | nem ért célba | nem ért célba |
| Anna Swenn-Larsson      | Műlesiklás             | 54,58         | 12.           | 53,33    | 19.      | 1:47,91       | 11.           |
| Emelie Wikström         | Műlesiklás             | 54,55         | 11.           | 51,56    | 3.       | 1:46,11       | 6.            |
| Frida Hansdotter        | Műlesiklás             | 54,05         | 8.            | 51,85    | 4.       | 1:45,90       | 5.            |
| Frida Hansdotter        | Óriás-műlesiklás       | 1:20,51       | 15.           | 1:19,34  | 14.      | 2:39,85       | 13.           |
| Maria Pietilä-Holmner   | Műlesiklás             | nem ért célba | nem ért célba | kiesett  | kiesett  | kiesett       | kiesett       |
| Maria Pietilä-Holmner   | Óriás-műlesiklás       | 1:19,45       | 7.            | 1:18,37  | 5.       | 2:37,82       | 6.            |

| Versenyző   | Versenyszám | Lesiklás | Lesiklás | Műlesiklás | Műlesiklás | Összesítés | Összesítés |
| Versenyző   | Versenyszám | Idő      | Hely.    | Idő        | Hely.      | Idő        | Helyezés   |
| ----------- | ----------- | -------- | -------- | ---------- | ---------- | ---------- | ---------- |
| Sara Hector | Összetett   | 1:46,54  | 26.      | 51,31      | 5.         | 2:37,85    | 13.        |

## Biatlon
Férfi
| Versenyző                                                        | Versenyszám            | Időeredmény | Lövőhiba    | Helyezés |
| ---------------------------------------------------------------- | ---------------------- | ----------- | ----------- | -------- |
| Fredrik Lindström                                                | 10 km sprint           | 25:21,0     | 0 (0+0)     | 18.      |
| Fredrik Lindström                                                | 12,5 km üldözőverseny  | 34:45,7     | 3 (0+0+1+2) | 13.      |
| Fredrik Lindström                                                | 15 km tömegrajtos      | 43:30,5     | 2 (0+1+0+1) | 6.       |
| Fredrik Lindström                                                | 20 km egyéni indításos | 51:50,2     | 2 (0+1+0+1) | 15.      |
| Carl Johan Bergman                                               | 10 km sprint           | 25:35,9     | 1 (0+1)     | 24.      |
| Carl Johan Bergman                                               | 12,5 km üldözőverseny  | 36:20,9     | 3 (0+1+0+2) | 34.      |
| Carl Johan Bergman                                               | 20 km egyéni indításos | 53:37,5     | 3 (1+0+0+2) | 37.      |
| Björn Ferry                                                      | 10 km sprint           | 25:36,4     | 2 (2+0)     | 25.      |
| Björn Ferry                                                      | 12,5 km üldözőverseny  | 36:06,9     | 3 (1+0+2+0) | 30.      |
| Björn Ferry                                                      | 15 km tömegrajtos      | 43:48,3     | 3 (1+1+1+0) | 12.      |
| Björn Ferry                                                      | 20 km egyéni indításos | 51:18,3     | 1 (0+0+1+0) | 12.      |
| Tobias Arwidson                                                  | 10 km sprint           | 26:11,8     | 1 (1+0)     | 42.      |
| Tobias Arwidson                                                  | 12,5 km üldözőverseny  | 35:51,2     | 0 (0+0+0+0) | 28.      |
| Tobias Arwidson                                                  | 20 km egyéni indításos | 54:03,0     | 1 (1+0+0+0) | 41.      |
| Tobias Arwidson Björn Ferry Fredrik Lindström Carl Johan Bergman | 4 × 7,5 km váltó       | 1:14:32,0   | 0+5         | 10.      |

## Curling

### Férfi
- Niklas Edin
- Sebastian Kraupp
- Viktor Kjäll
- Fredrik Lindberg
- Oskar Eriksson

Csoportkör
| Nemzet           | Skip           | Gy | V | P+ | P- | Gy end | V end | Üres endek | Saját rabolt endek | Lökés % |
| ---------------- | -------------- | -- | - | -- | -- | ------ | ----- | ---------- | ------------------ | ------- |
| Svédország       | Niklas Edin    | 8  | 1 | 60 | 44 | 38     | 30    | 18         | 8                  | 86%     |
| Kanada           | Brad Jacobs    | 7  | 2 | 69 | 53 | 39     | 36    | 14         | 7                  | 84%     |
| Kína             | Liu Rui        | 7  | 2 | 67 | 50 | 41     | 37    | 10         | 5                  | 85%     |
| Nagy-Britannia   | David Murdoch  | 5  | 4 | 51 | 49 | 37     | 35    | 15         | 7                  | 83%     |
| Norvégia         | Thomas Ulsrud  | 5  | 4 | 52 | 56 | 36     | 34    | 18         | 5                  | 86%     |
| Dánia            | Rasmus Stjerne | 4  | 5 | 54 | 61 | 32     | 37    | 16         | 4                  | 81%     |
| Oroszország      | Andrej Drozdov | 3  | 6 | 58 | 70 | 36     | 38    | 13         | 6                  | 77%     |
| Svájc            | Sven Michel    | 3  | 6 | 47 | 46 | 31     | 34    | 22         | 7                  | 82%     |
| Egyesült Államok | John Shuster   | 2  | 7 | 47 | 58 | 30     | 39    | 14         | 7                  | 79%     |
| Németország      | John Jahr      | 1  | 8 | 53 | 74 | 38     | 39    | 10         | 8                  | 75%     |

- Nagy-Britannia és Norvégia azonos győzelem-vereség aránnyal állt 9 mérkőzés után, emiatt a továbbjutásról közöttük egy újabb mérkőzés döntött, amelyet Nagy-Britannia nyert meg.

- február 10., 9:00 (6:00)

| Sheet B           | 1 | 2 | 3 | 4 | 5 | 6 | 7 | 8 | 9 | 10 | VE |
| Svájc (Michel)    | 0 | 2 | 0 | 0 | 0 | 1 | 0 | 0 | 2 | 0  | 5  |
| Svédország (Edin) | 0 | 0 | 0 | 0 | 2 | 0 | 3 | 1 | 0 | 1  | 7  |

- február 10., 19:00 (16:00)

| Sheet D                  | 1 | 2 | 3 | 4 | 5 | 6 | 7 | 8 | 9 | 10 | VE |
| Svédország (Edin)        | 0 | 2 | 0 | 0 | 2 | 0 | 0 | 4 | 0 | X  | 8  |
| Nagy-Britannia (Murdoch) | 1 | 0 | 0 | 1 | 0 | 0 | 1 | 0 | 1 | X  | 4  |

- február 11., 14:00 (11:00)

| Sheet A           | 1 | 2 | 3 | 4 | 5 | 6 | 7 | 8 | 9 | 10 | VE |
| Kanada (Jacobs)   | 0 | 0 | 0 | 2 | 0 | 2 | 0 | 0 | 2 | 0  | 6  |
| Svédország (Edin) | 0 | 2 | 0 | 0 | 2 | 0 | 2 | 0 | 0 | 1  | 7  |

- február 12., 19:00 (16:00)

| Sheet D           | 1 | 2 | 3 | 4 | 5 | 6 | 7 | 8 | 9 | 10 | VE |
| Dánia (Stjerne)   | 1 | 1 | 0 | 0 | 4 | 0 | 0 | 0 | 2 | X  | 8  |
| Svédország (Edin) | 0 | 0 | 1 | 1 | 0 | 0 | 2 | 1 | 0 | X  | 5  |

- február 13., 14:00 (11:00)

| Sheet C           | 1 | 2 | 3 | 4 | 5 | 6 | 7 | 8 | 9 | 10 | VE |
| Norvégia (Ulsrud) | 0 | 0 | 1 | 0 | 0 | 0 | 2 | 0 | 0 | 1  | 4  |
| Svédország (Edin) | 0 | 1 | 0 | 2 | 1 | 0 | 0 | 1 | 0 | 0  | 5  |

- február 14., 9:00 (6:00)

| Sheet B           | 1 | 2 | 3 | 4 | 5 | 6 | 7 | 8 | 9 | 10 | 11 | VE |
| Svédország (Edin) | 0 | 0 | 1 | 0 | 1 | 0 | 1 | 2 | 0 | 0  | 1  | 6  |
| Kína (Liu)        | 0 | 2 | 0 | 1 | 0 | 1 | 0 | 0 | 0 | 1  | 0  | 5  |

- február 15., 14:00 (11:00)

| Sheet A            | 1 | 2 | 3 | 4 | 5 | 6 | 7 | 8 | 9 | 10 | VE |
| Svédország (Edin)  | 0 | 1 | 0 | 2 | 2 | 0 | 1 | 0 | 2 | X  | 8  |
| Németország (Jahr) | 0 | 0 | 1 | 0 | 0 | 2 | 0 | 1 | 0 | X  | 4  |

- február 16., 9:00 (6:00)

| Sheet C               | 1 | 2 | 3 | 4 | 5 | 6 | 7 | 8 | 9 | 10 | VE |
| Svédország (Edin)     | 0 | 2 | 0 | 1 | 0 | 2 | 0 | 2 | 1 | X  | 8  |
| Oroszország (Drozdov) | 0 | 0 | 2 | 0 | 1 | 0 | 1 | 0 | 0 | X  | 4  |

- február 16., 19:00 (16:00)

| Sheet D                    | 1 | 2 | 3 | 4 | 5 | 6 | 7 | 8 | 9 | 10 | VE |
| Egyesült Államok (Shuster) | 0 | 0 | 0 | 2 | 0 | 0 | 1 | 0 | 1 | X  | 4  |
| Svédország (Edin)          | 0 | 3 | 0 | 0 | 1 | 1 | 0 | 1 | 0 | X  | 6  |

Elődöntő
- február 19., 19:00 (16:00)

| Csapat                   | 1 | 2 | 3 | 4 | 5 | 6 | 7 | 8 | 9 | 10 | VE |
| Svédország (Edin)        | 0 | 0 | 2 | 0 | 0 | 0 | 1 | 0 | 2 | 0  | 5  |
| Nagy-Britannia (Murdoch) | 0 | 1 | 0 | 0 | 1 | 1 | 0 | 1 | 0 | 2  | 6  |

Bronzmérkőzés
- február 21., 12:30 (09:30)

| Csapat            | 1 | 2 | 3 | 4 | 5 | 6 | 7 | 8 | 9 | 10 | 11 | VE |
| Svédország (Edin) | 0 | 1 | 0 | 1 | 0 | 0 | 1 | 0 | 0 | 1  | 2  | 6  |
| Kína (Liu)        | 0 | 0 | 1 | 0 | 0 | 2 | 0 | 0 | 1 | 0  | 0  | 4  |

| Csapat     | Helyezés |
| ---------- | -------- |
| Svédország |          |

### Női
- Margaretha Sigfridsson
- Maria Prytz
- Christina Bertrup
- Maria Wennerström
- Agnes Knochenhauer

Csoportkör
| Nemzet           | Skip                   | Gy | V | P+ | P- | Gy end | V end | Üres endek | Saját rabolt endek | Lökés % |
| ---------------- | ---------------------- | -- | - | -- | -- | ------ | ----- | ---------- | ------------------ | ------- |
| Kanada           | Jennifer Jones         | 9  | 0 | 72 | 40 | 43     | 27    | 12         | 14                 | 86%     |
| Svédország       | Margaretha Sigfridsson | 7  | 2 | 58 | 52 | 37     | 35    | 13         | 7                  | 80%     |
| Svájc            | Mirjam Ott             | 5  | 4 | 63 | 60 | 37     | 38    | 13         | 7                  | 78%     |
| Nagy-Britannia   | Eve Muirhead           | 5  | 4 | 74 | 58 | 39     | 35    | 9          | 11                 | 80%     |
| Japán            | Ogaszavara Ajumi       | 4  | 5 | 59 | 67 | 39     | 41    | 4          | 10                 | 76%     |
| Dánia            | Lene Nielsen           | 4  | 5 | 57 | 56 | 34     | 40    | 12         | 9                  | 78%     |
| Kína             | Vang Ping-jü           | 4  | 5 | 58 | 62 | 36     | 38    | 10         | 4                  | 81%     |
| Dél-Korea        | Kim Ji-sun             | 3  | 6 | 60 | 65 | 35     | 37    | 10         | 6                  | 79%     |
| Oroszország      | Anna Szidorova         | 3  | 6 | 48 | 56 | 33     | 35    | 19         | 6                  | 82%     |
| Egyesült Államok | Erika Brown            | 1  | 8 | 42 | 75 | 33     | 40    | 8          | 5                  | 76%     |

- február 10., 14:00 (11:00)

| Sheet C                   | 1 | 2 | 3 | 4 | 5 | 6 | 7 | 8 | 9 | 10 | VE |
| Svédország (Sigfridsson)  | 0 | 1 | 2 | 0 | 0 | 0 | 2 | 0 | 1 | X  | 6  |
| Nagy-Britannia (Muirhead) | 0 | 0 | 0 | 1 | 1 | 1 | 0 | 1 | 0 | X  | 4  |

- február 11., 9:00 (6:00)

| Sheet B                  | 1 | 2 | 3 | 4 | 5 | 6 | 7 | 8 | 9 | 10 | VE |
| Svédország (Sigfridsson) | 0 | 0 | 1 | 0 | 1 | 0 | 1 | 0 | X | X  | 3  |
| Kanada (Jones)           | 0 | 2 | 0 | 2 | 0 | 2 | 0 | 3 | X | X  | 9  |

- február 12., 14:00 (11:00)

| Sheet C                  | 1 | 2 | 3 | 4 | 5 | 6 | 7 | 8 | 9 | 10 | VE |
| Dél-Korea (Kim)          | 0 | 1 | 0 | 1 | 0 | 1 | 0 | 0 | 1 | X  | 4  |
| Svédország (Sigfridsson) | 0 | 0 | 1 | 0 | 3 | 0 | 1 | 2 | 0 | X  | 7  |

- február 13., 9:00 (6:00)

| Sheet D                  | 1 | 2 | 3 | 4 | 5 | 6 | 7 | 8 | 9 | 10 | VE |
| Svájc (Ott)              | 0 | 1 | 0 | 2 | 0 | 0 | 3 | 0 | 2 | 0  | 8  |
| Svédország (Sigfridsson) | 1 | 0 | 3 | 0 | 3 | 0 | 0 | 1 | 0 | 1  | 9  |

- február 13., 19:00 (16:00)

| Sheet A                  | 1 | 2 | 3 | 4 | 5 | 6 | 7 | 8 | 9 | 10 | VE |
| Svédország (Sigfridsson) | 0 | 0 | 2 | 0 | 1 | 0 | 2 | 0 | 1 | 1  | 7  |
| Dánia (Nielsen)          | 0 | 2 | 0 | 2 | 0 | 1 | 0 | 1 | 0 | 0  | 6  |

- február 15., 9:00 (6:00)

| Sheet B                  | 1 | 2 | 3 | 4 | 5 | 6 | 7 | 8 | 9 | 10 | VE |
| Kína (Wang)              | 0 | 2 | 1 | 0 | 0 | 2 | 0 | 1 | 0 | 1  | 7  |
| Svédország (Sigfridsson) | 0 | 0 | 0 | 1 | 1 | 0 | 2 | 0 | 2 | 0  | 6  |

- február 15., 19:00 (16:00)

| Sheet A                  | 1 | 2 | 3 | 4 | 5 | 6 | 7 | 8 | 9 | 10 | VE |
| Egyesült Államok (Brown) | 1 | 0 | 1 | 0 | 2 | 0 | 0 | 2 | 0 | 0  | 6  |
| Svédország (Sigfridsson) | 0 | 1 | 0 | 2 | 0 | 2 | 0 | 0 | 0 | 2  | 7  |

- február 16., 14:00 (11:00)

| Sheet C                  | 1 | 2 | 3 | 4 | 5 | 6 | 7 | 8 | 9 | 10 | VE |
| Svédország (Sigfridsson) | 0 | 0 | 0 | 2 | 0 | 0 | 0 | 1 | 0 | 2  | 5  |
| Oroszország (Szidorova)  | 0 | 0 | 2 | 0 | 0 | 1 | 0 | 0 | 1 | 0  | 4  |

- február 17., 19:00 (16:00)

| Sheet D                  | 1 | 2 | 3 | 4 | 5 | 6 | 7 | 8 | 9 | 10 | VE |
| Svédország (Sigfridsson) | 0 | 2 | 0 | 2 | 1 | 0 | 0 | 2 | 1 | X  | 8  |
| Japán (Ogaszavara)       | 0 | 0 | 2 | 0 | 0 | 1 | 1 | 0 | 0 | X  | 4  |

Elődöntő
- február 19., 14:00 (11:00)

| Csapat                   | 1 | 2 | 3 | 4 | 5 | 6 | 7 | 8 | 9 | 10 | VE |
| Svédország (Sigfridsson) | 1 | 0 | 2 | 0 | 0 | 0 | 1 | 0 | 2 | 1  | 7  |
| Svájc (Ott)              | 0 | 2 | 0 | 0 | 1 | 0 | 0 | 2 | 0 | 0  | 5  |

Döntő
- február 20., 17:30 (14:30)

| Csapat                   | 1 | 2 | 3 | 4 | 5 | 6 | 7 | 8 | 9 | 10 | VE |
| Kanada (Jones)           | 1 | 0 | 0 | 2 | 0 | 0 | 0 | 1 | 2 | X  | 6  |
| Svédország (Sigfridsson) | 0 | 1 | 0 | 0 | 2 | 0 | 0 | 0 | 0 | X  | 3  |

| Csapat     | Helyezés |
| ---------- | -------- |
| Svédország |          |

## Gyorskorcsolya
Férfi
| Versenyző       | Versenyszám | Eredmény | Helyezés |
| --------------- | ----------- | -------- | -------- |
| David Andersson | 1000 m      | 1:12,40  | 38.      |
| David Andersson | 1500 m      | 1:50,29  | 38.      |

## Jégkorong

### Férfi
| Svéd nemzeti férfi jégkorongcsapat-játékoskeret | Svéd nemzeti férfi jégkorongcsapat-játékoskeret | Svéd nemzeti férfi jégkorongcsapat-játékoskeret | Svéd nemzeti férfi jégkorongcsapat-játékoskeret | Svéd nemzeti férfi jégkorongcsapat-játékoskeret | Svéd nemzeti férfi jégkorongcsapat-játékoskeret | Svéd nemzeti férfi jégkorongcsapat-játékoskeret |
| #                                               | Név                                             | Poszt                                           | Magasság                                        | Súly                                            | Kor                                             | Klub                                            |
| ----------------------------------------------- | ----------------------------------------------- | ----------------------------------------------- | ----------------------------------------------- | ----------------------------------------------- | ----------------------------------------------- | ----------------------------------------------- |
| 1                                               | Jhonas Enroth                                   | K                                               | 181 cm                                          | 82 kg                                           | 1988. június 25. (25 évesen)                    | Buffalo Sabres                                  |
| 50                                              | Jonas Gustavsson                                | K                                               | 191 cm                                          | 87 kg                                           | 1984. október 24. (29 évesen)                   | Detroit Red Wings                               |
| 30                                              | Alexander Edler                                 | K                                               | 193 cm                                          | 100 kg                                          | 1986. április 21. (27 évesen)                   | New York Rangers                                |
| 23                                              | Severin Blindenbacher                           | V                                               | 180 cm                                          | 88 kg                                           | 1983. március 15. (30 évesen)                   | Vancouver Canucks                               |
| 3                                               | Oliver Ekman Larsson                            | V                                               | 188 cm                                          | 86 kg                                           | 1991. július 17. (22 évesen)                    | Phoenix Coyotes                                 |
| 52                                              | Jonathan Ericsson                               | V                                               | 195 cm                                          | 102 kg                                          | 1984. március 2. (29 évesen)                    | Detroit Red Wings                               |
| 4                                               | Niklas Hjalmarsson                              | V                                               | 187 cm                                          | 94 kg                                           | 1987. június 6. (26 évesen)                     | Chicago Blackhawks                              |
| 65                                              | Erik Karlsson                                   | V                                               | 181 cm                                          | 79 kg                                           | 1990. május 31. (23 évesen)                     | Ottawa Senators                                 |
| 55                                              | Niklas Kronwal A                                | V                                               | 182 cm                                          | 86 kg                                           | 1981. január 12. (33 évesen)                    | Detroit Red Wings                               |
| 27                                              | Johnny Oduya                                    | V                                               | 182 cm                                          | 86 kg                                           | 1981. október 1. (32 évesen)                    | Chicago Blackhawks                              |
| 7                                               | Henrik Tallinder                                | V                                               | 190 cm                                          | 95 kg                                           | 1979. január 10. (35 évesen)                    | Buffalo Sabres                                  |
| 11                                              | Daniel Alfredsson                               | T                                               | 182 cm                                          | 92 kg                                           | 1972. december 11. (41 évesen)                  | Detroit Red Wings                               |
| 14                                              | Patrik Berglund                                 | T                                               | 192 cm                                          | 100 kg                                          | 1988. június 2. (25 évesen)                     | St. Louis Blues                                 |
| 19                                              | Nicklas Bäckström                               | T                                               | 184 cm                                          | 97 kg                                           | 1987. november 23. (26 évesen)                  | Washington Capitals                             |
| 42                                              | Jimmie Ericsson                                 | T                                               | 189 cm                                          | 96 kg                                           | 1980. február 22. (33 évesen)                   | Skellefteå AIK                                  |
| 21                                              | Loui Eriksson                                   | T                                               | 188 cm                                          | 89 kg                                           | 1985. július 17. (28 évesen)                    | Boston Bruins                                   |
| 62                                              | Carl Hagelin                                    | T                                               | 182 cm                                          | 84 kg                                           | 1988. augusztus 23. (25 évesen)                 | New York Rangers                                |
| 16                                              | Marcus Krüger                                   | T                                               | 182 cm                                          | 82 kg                                           | 1990. május 27. (23 évesen)                     | Chicago Blackhawks                              |
| 92                                              | Gabriel Landeskog                               | T                                               | 184 cm                                          | 93 kg                                           | 1992. november 23. (21 évesen)                  | Colorado Avalanche                              |
| 41                                              | Gustav Nyquist                                  | T                                               | 180 cm                                          | 84 kg                                           | 1989. szeptember 1. (24 évesen)                 | Detroit Red Wings                               |
|                                                 | Marcus Johansson                                | T                                               | 181 cm                                          | 93 kg                                           | 1990. október 6. (23 évesen)                    | Washington Capitals                             |
| 22                                              | Daniel Sedin                                    | T                                               | 186 cm                                          | 85 kg                                           | 1980. szeptember 26. (33 évesen)                | Vancouver Canucks                               |
| 18                                              | Jakob Silfverberg                               | T                                               | 186 cm                                          | 91 kg                                           | 1990. október 13. (23 évesen)                   | Anaheim Ducks                                   |
| 20                                              | Alexander Steen                                 | T                                               | 182 cm                                          | 96 kg                                           | 1984. március 1. (29 évesen)                    | St. Louis Blues                                 |
| 40                                              | Henrik Zetterberg C                             | T                                               | 182 cm                                          | 89 kg                                           | 1980. október 9. (33 évesen)                    | Detroit Red Wings                               |
| Vezetőedző: Pär Mårts                           | Vezetőedző: Pär Mårts                           | Vezetőedző: Pär Mårts                           | Vezetőedző: Pär Mårts                           | Vezetőedző: Pär Mårts                           | 1953. április 30. (60 évesen)                   | 1953. április 30. (60 évesen)                   |

- Posztok rövidítései: K – Kapus, V – Védő, T – Támadó
- Kor: 2014. február 13-i kora

Csoportkör
C csoport
| Hely. | Csapat           | M | Gy | HGy | HV | V | G+ | G– | Gk | P | Továbbjutás |
| ----- | ---------------- | - | -- | --- | -- | - | -- | -- | -- | - | ----------- |
| 1.    | Svédország (SWE) | 3 | 3  | 0   | 0  | 0 | 10 | 5  | +5 | 9 | Negyeddöntő |
| 2.    | Svájc (SUI)      | 3 | 2  | 0   | 0  | 1 | 2  | 1  | +1 | 6 | Rájátszás   |
| 3.    | Csehország (CZE) | 3 | 1  | 0   | 0  | 2 | 6  | 7  | −1 | 3 | Rájátszás   |
| 4.    | Lettország (LAT) | 3 | 0  | 0   | 0  | 3 | 5  | 10 | −5 | 0 | Rájátszás   |

| 2014. február 12. 21:00 (18:00) | Csehország (CZE) | 2–4 (0–2, 2–2, 0–0) | Svédország (SWE) | Bolsoj Jégcsarnok, Szocsi Nézőszám: 11 419 |

| Jegyzőkönyv | Jegyzőkönyv                 | Jegyzőkönyv                                          | Jegyzőkönyv      | Jegyzőkönyv                                                                                 |
| --- | --------------------------- | ---------------------------------------------------- | ---------------- | ------------------------------------------------------------------------------------------- |
| | Jakub Kovář Alexander Salák | Kapusok                                              | Henrik Lundqvist | Játékvezetők: Konsztantyin Olenyin Kelly Sutherland Vonalbírók: Ivan Gyedovla Greg Devorski |
| \| \| 0–1 \| 10:07 – D. Alfredsson (O. Ekman-Larsson, A. Steen) \| \| \| 0–2 \| 13:17 – P. Berglund (O. Ekman-Larsson, H. Lundqvist) \| \| \| 0–3 \| 20:51 – H. Zetterberg (G. Landeskog) \| \| \| 0–4 \| 24:07 – E. Karlsson (D. Sedin, N. Bäckström) (PP) \| \| M. Židlický (P. Eliáš) – 28:12 \| 1–4 \| \| \| J. Jágr (T. Plekanec, R. Červenka) – 30:01 \| 2–4 \| \| |                             |                                                      |                  | Játékvezetők: Konsztantyin Olenyin Kelly Sutherland Vonalbírók: Ivan Gyedovla Greg Devorski |
| 10 perc | Büntetések                  | 10 perc                                              |                  | Játékvezetők: Konsztantyin Olenyin Kelly Sutherland Vonalbírók: Ivan Gyedovla Greg Devorski |
| 29 | Lövések                     | 25                                                   |                  | Játékvezetők: Konsztantyin Olenyin Kelly Sutherland Vonalbírók: Ivan Gyedovla Greg Devorski |
| | 0–1                         | 10:07 – D. Alfredsson (O. Ekman-Larsson, A. Steen)   |                  | Játékvezetők: Konsztantyin Olenyin Kelly Sutherland Vonalbírók: Ivan Gyedovla Greg Devorski |
| | 0–2                         | 13:17 – P. Berglund (O. Ekman-Larsson, H. Lundqvist) |                  | Játékvezetők: Konsztantyin Olenyin Kelly Sutherland Vonalbírók: Ivan Gyedovla Greg Devorski |
| | 0–3                         | 20:51 – H. Zetterberg (G. Landeskog)                 |                  | Játékvezetők: Konsztantyin Olenyin Kelly Sutherland Vonalbírók: Ivan Gyedovla Greg Devorski |
| | 0–4                         | 24:07 – E. Karlsson (D. Sedin, N. Bäckström) (PP)    |                  |                                                                                             |
| M. Židlický (P. Eliáš) – 28:12 | 1–4                         |                                                      |                  |                                                                                             |
| J. Jágr (T. Plekanec, R. Červenka) – 30:01 | 2–4                         |                                                      |                  |                                                                                             |

| 2014. február 14. 16:30 (13:30) | Svédország (SWE) | 1–0 (0–0, 0–0, 1–0) | Svájc (SUI) | Bolsoj Jégcsarnok, Szocsi Nézőszám: 7968 |

| Jegyzőkönyv                                                      | Jegyzőkönyv      | Jegyzőkönyv | Jegyzőkönyv | Jegyzőkönyv                                                                         |
| ---------------------------------------------------------------- | ---------------- | ----------- | ----------- | ----------------------------------------------------------------------------------- |
|                                                                  | Henrik Lundqvist | Kapusok     | Reto Berra  | Játékvezetők: Mike Leggo Vladimír Šindler Vonalbírók: Greg Devorski Sakari Suominen |
| \| D. Alfredsson (E. Karlsson, P. Berglund) – 52:39 \| 1–0 \| \| |                  |             |             | Játékvezetők: Mike Leggo Vladimír Šindler Vonalbírók: Greg Devorski Sakari Suominen |
| 4 perc                                                           | Büntetések       | 8 perc      |             | Játékvezetők: Mike Leggo Vladimír Šindler Vonalbírók: Greg Devorski Sakari Suominen |
| 31                                                               | Lövések          | 26          |             | Játékvezetők: Mike Leggo Vladimír Šindler Vonalbírók: Greg Devorski Sakari Suominen |
| D. Alfredsson (E. Karlsson, P. Berglund) – 52:39                 | 1–0              |             |             | Játékvezetők: Mike Leggo Vladimír Šindler Vonalbírók: Greg Devorski Sakari Suominen |

| 2014. február 15. 21:00 (18:00) | Svédország (SWE) | 5–3 (1–1, 3–1, 1–1) | Lettország (LAT) | Sajba Aréna, Szocsi Nézőszám: 3709 |

| Jegyzőkönyv | Jegyzőkönyv      | Jegyzőkönyv                                              | Jegyzőkönyv         | Jegyzőkönyv                                                                   |
| --- | ---------------- | -------------------------------------------------------- | ------------------- | ----------------------------------------------------------------------------- |
| | Henrik Lundqvist | Kapusok                                                  | Kristers Gudļevskis | Játékvezetők: Antonín Jeřábek Ian Walsh Vonalbírók: Tommy George Andy McElman |
| \| P. Berglund (E. Karlsson, A. Steen) (PP1) – 15:50 \| 1–0 \| \| \| \| 1–1 \| 18:48 – L. Dārziņš (J. Sprukts, K. Sotnieks) \| \| \| 1–2 \| 21:22 – J. Sprukts (K. Rēdlihs, M. Karsums) (PP1) \| \| E. Karlsson (N. Bäckström, D. Alfredsson) (PP1) – 22:45 \| 2–2 \| \| \| D. Alfredsson (D. Sedin, A. Edler) (PP1) – 36:14 \| 3–2 \| \| \| J. Ericsson (O. Ekman-Larsson, J. Silfverberg) (PP1) – 38:47 \| 4–2 \| \| \| \| 4–3 \| 41:28 – Z. Girgensons (K. Daugaviņš, R. Freibergs) (PP1) \| \| A. Edler (D. Sedin, M. Johansson) – 52:20 \| 5–3 \| \| |                  |                                                          |                     | Játékvezetők: Antonín Jeřábek Ian Walsh Vonalbírók: Tommy George Andy McElman |
| 12 perc | Büntetések       | 12 perc                                                  |                     | Játékvezetők: Antonín Jeřábek Ian Walsh Vonalbírók: Tommy George Andy McElman |
| 30 | Lövések          | 23                                                       |                     | Játékvezetők: Antonín Jeřábek Ian Walsh Vonalbírók: Tommy George Andy McElman |
| P. Berglund (E. Karlsson, A. Steen) (PP1) – 15:50 | 1–0              |                                                          |                     | Játékvezetők: Antonín Jeřábek Ian Walsh Vonalbírók: Tommy George Andy McElman |
| | 1–1              | 18:48 – L. Dārziņš (J. Sprukts, K. Sotnieks)             |                     | Játékvezetők: Antonín Jeřábek Ian Walsh Vonalbírók: Tommy George Andy McElman |
| | 1–2              | 21:22 – J. Sprukts (K. Rēdlihs, M. Karsums) (PP1)        |                     | Játékvezetők: Antonín Jeřábek Ian Walsh Vonalbírók: Tommy George Andy McElman |
| E. Karlsson (N. Bäckström, D. Alfredsson) (PP1) – 22:45 | 2–2              |                                                          |                     |                                                                               |
| D. Alfredsson (D. Sedin, A. Edler) (PP1) – 36:14 | 3–2              |                                                          |                     |                                                                               |
| J. Ericsson (O. Ekman-Larsson, J. Silfverberg) (PP1) – 38:47 | 4–2              |                                                          |                     |                                                                               |
| | 4–3              | 41:28 – Z. Girgensons (K. Daugaviņš, R. Freibergs) (PP1) |                     |                                                                               |
| A. Edler (D. Sedin, M. Johansson) – 52:20 | 5–3              |                                                          |                     |                                                                               |

Negyeddöntő
| 2014. február 19. 12:00 (9:00) | Svédország (SWE) | 5–0 (1–0, 0–0, 4–0) | Szlovénia (SLO) | Bolsoj Jégcsarnok, Szocsi Nézőszám: 7325 |

| Jegyzőkönyv | Jegyzőkönyv      | Jegyzőkönyv | Jegyzőkönyv    | Jegyzőkönyv                                                                     |
| --- | ---------------- | ----------- | -------------- | ------------------------------------------------------------------------------- |
| | Henrik Lundqvist | Kapusok     | Robert Kristan | Játékvezetők: Brad Meier Vladimír Šindler Vonalbírók: Chris Carlson Mark Wheler |
| \| A. Steen (D. Alfredsson, E. Karlsson) (PP1) – 18:50 \| 1–0 \| \| \| D. Sedin (L. Eriksson) – 41:42 \| 2–0 \| \| \| L. Eriksson (N. Bäckström, J. Oduya) – 48:04 \| 3–0 \| \| \| C. Hagelin (N. Kronwall, J. Ericsson) – 51:27 \| 4–0 \| \| \| C. Hagelin (E. Karlsson) – 56:10 \| 5–0 \| \| |                  |             |                | Játékvezetők: Brad Meier Vladimír Šindler Vonalbírók: Chris Carlson Mark Wheler |
| 8 perc | Büntetések       | 8 perc      |                | Játékvezetők: Brad Meier Vladimír Šindler Vonalbírók: Chris Carlson Mark Wheler |
| 38 | Lövések          | 19          |                | Játékvezetők: Brad Meier Vladimír Šindler Vonalbírók: Chris Carlson Mark Wheler |
| A. Steen (D. Alfredsson, E. Karlsson) (PP1) – 18:50 | 1–0              |             |                | Játékvezetők: Brad Meier Vladimír Šindler Vonalbírók: Chris Carlson Mark Wheler |
| D. Sedin (L. Eriksson) – 41:42 | 2–0              |             |                | Játékvezetők: Brad Meier Vladimír Šindler Vonalbírók: Chris Carlson Mark Wheler |
| L. Eriksson (N. Bäckström, J. Oduya) – 48:04 | 3–0              |             |                | Játékvezetők: Brad Meier Vladimír Šindler Vonalbírók: Chris Carlson Mark Wheler |
| C. Hagelin (N. Kronwall, J. Ericsson) – 51:27 | 4–0              |             |                |                                                                                 |
| C. Hagelin (E. Karlsson) – 56:10 | 5–0              |             |                |                                                                                 |

Elődöntő
| 2014. február 21. 16:00 (13:00) | Svédország (SWE) | 2–1 (0–0, 2–1, 0–0) | Finnország (FIN) | Bolsoj Jégcsarnok, Szocsi Nézőszám: 9476 |

| Jegyzőkönyv | Jegyzőkönyv      | Jegyzőkönyv                     | Jegyzőkönyv   | Jegyzőkönyv                                                                       |
| --- | ---------------- | ------------------------------- | ------------- | --------------------------------------------------------------------------------- |
| | Henrik Lundqvist | Kapusok                         | Kari Lehtonen | Játékvezetők: Konsztantyin Olenyin Tim Peel Vonalbírók: Derek Amell Chris Carlson |
| \| \| 0–1 \| 26:17 – O. Jokinen (S. Vatanen) \| \| L. Eriksson (J. Ericsson, N. Bäckström) – 31:39 \| 1–1 \| \| \| E. Karlsson (A. Steen, D. Sedin) (PP1) – 36:26 \| 2–1 \| \| |                  |                                 |               | Játékvezetők: Konsztantyin Olenyin Tim Peel Vonalbírók: Derek Amell Chris Carlson |
| 10 perc | Büntetések       | 4 perc                          |               | Játékvezetők: Konsztantyin Olenyin Tim Peel Vonalbírók: Derek Amell Chris Carlson |
| 25 | Lövések          | 26                              |               | Játékvezetők: Konsztantyin Olenyin Tim Peel Vonalbírók: Derek Amell Chris Carlson |
| | 0–1              | 26:17 – O. Jokinen (S. Vatanen) |               | Játékvezetők: Konsztantyin Olenyin Tim Peel Vonalbírók: Derek Amell Chris Carlson |
| L. Eriksson (J. Ericsson, N. Bäckström) – 31:39 | 1–1              |                                 |               | Játékvezetők: Konsztantyin Olenyin Tim Peel Vonalbírók: Derek Amell Chris Carlson |
| E. Karlsson (A. Steen, D. Sedin) (PP1) – 36:26 | 2–1              |                                 |               | Játékvezetők: Konsztantyin Olenyin Tim Peel Vonalbírók: Derek Amell Chris Carlson |

Döntő
| 2014. február 23. 16:00 (13:00) | Svédország (SWE) | 0–3 (0–1, 0–1, 0–1) | Kanada (CAN) | Bolsoj Jégcsarnok, Szocsi Nézőszám: 11 076 |

| Jegyzőkönyv | Jegyzőkönyv      | Jegyzőkönyv                           | Jegyzőkönyv | Jegyzőkönyv                                                                     |
| --- | ---------------- | ------------------------------------- | ----------- | ------------------------------------------------------------------------------- |
| | Henrik Lundqvist | Kapusok                               | Carey Price | Játékvezetők: Brad Meier Kelly Sutherland Vonalbírók: Derek Amell Greg Devorski |
| \| \| 0–1 \| 12:55 – J. Toews (J.Carter, S. Weber) \| \| \| 0–2 \| 35:43 – S. Crosby \| \| \| 0–3 \| 49:04 – C. Kunitz \| |                  |                                       |             | Játékvezetők: Brad Meier Kelly Sutherland Vonalbírók: Derek Amell Greg Devorski |
| 6 perc | Büntetések       | 4 perc                                |             | Játékvezetők: Brad Meier Kelly Sutherland Vonalbírók: Derek Amell Greg Devorski |
| 24 | Lövések          | 36                                    |             | Játékvezetők: Brad Meier Kelly Sutherland Vonalbírók: Derek Amell Greg Devorski |
| | 0–1              | 12:55 – J. Toews (J.Carter, S. Weber) |             | Játékvezetők: Brad Meier Kelly Sutherland Vonalbírók: Derek Amell Greg Devorski |
| | 0–2              | 35:43 – S. Crosby                     |             | Játékvezetők: Brad Meier Kelly Sutherland Vonalbírók: Derek Amell Greg Devorski |
| | 0–3              | 49:04 – C. Kunitz                     |             | Játékvezetők: Brad Meier Kelly Sutherland Vonalbírók: Derek Amell Greg Devorski |

| Csapat           | Helyezés |
| ---------------- | -------- |
| Svédország (SWE) |          |

### Női
| Svájci nemzeti női jégkorongcsapat-játékoskeret | Svájci nemzeti női jégkorongcsapat-játékoskeret | Svájci nemzeti női jégkorongcsapat-játékoskeret | Svájci nemzeti női jégkorongcsapat-játékoskeret | Svájci nemzeti női jégkorongcsapat-játékoskeret | Svájci nemzeti női jégkorongcsapat-játékoskeret | Svájci nemzeti női jégkorongcsapat-játékoskeret |
| #                                               | Név                                             | Poszt                                           | Magasság                                        | Súly                                            | Kor                                             | Klub                                            |
| ----------------------------------------------- | ----------------------------------------------- | ----------------------------------------------- | ----------------------------------------------- | ----------------------------------------------- | ----------------------------------------------- | ----------------------------------------------- |
| 1                                               | Sara Grahn                                      | K                                               | 170 cm                                          | 69 kg                                           | 1988. szeptember 25. (25 évesen)                | Brynäs IF                                       |
| 3                                               | Sofia Engström                                  | V                                               | 163 cm                                          | 63 kg                                           | 1988. július 3. (25 évesen)                     | Leksands IF                                     |
| 4                                               | Jenni Asserholt C                               | T                                               | 172 cm                                          | 71 kg                                           | 1988. április 8. (25 évesen)                    | Linköpings HC                                   |
| 6                                               | Lina Bäcklin                                    | V                                               | 169 cm                                          | 67 kg                                           | 1994. október 3. (19 évesen)                    | Brynäs IF                                       |
| 7                                               | Johanna Olofsson                                | V                                               | 169 cm                                          | 66 kg                                           | 1991. július 13. (22 évesen)                    | Modo Hockey                                     |
| 9                                               | Josefine Holmgren                               | V                                               | 175 cm                                          | 72 kg                                           | 1993. április 11. (20 évesen)                   | Brynäs IF                                       |
| 10                                              | Emilia Andersson                                | V                                               | 163 cm                                          | 63 kg                                           | 1988. augusztus 31. (25 évesen)                 | Linköpings HC                                   |
| 11                                              | Cecilia Östberg                                 | T                                               | 166 cm                                          | 67 kg                                           | 1991. január 15. (23 évesen)                    | Leksands IF                                     |
| 13                                              | Lina Wester                                     | T                                               | 170 cm                                          | 65 kg                                           | 1992. november 7. (21 évesen)                   | Leksands IF                                     |
| 16                                              | Pernilla Winberg                                | T                                               | 165 cm                                          | 63 kg                                           | 1989. február 24. (24 évesen)                   | Munksund-Skuthamns SK                           |
| 17                                              | Linnea Bäckman                                  | V                                               | 167 cm                                          | 66 kg                                           | 1991. április 18. (22 évesen)                   | AIK IF                                          |
| 18                                              | Anna Borgqvist                                  | T                                               | 163 cm                                          | 63 kg                                           | 1992. június 11. (21 évesen)                    | Brynäs IF                                       |
| 19                                              | Maria Lindh                                     | T                                               | 176 cm                                          | 63 kg                                           | 1993. szeptember 29. (20 évesen)                | Modo Hockey                                     |
| 20                                              | Fanny Rask                                      | T                                               | 168 cm                                          | 64 kg                                           | 1991. május 21. (22 évesen)                     | AIK IF                                          |
| 21                                              | Erica Udén Johansson                            | T                                               | 171 cm                                          | 72 kg                                           | 1989. július 20. (24 évesen)                    | IF Sundsvall Hockey                             |
| 22                                              | Emma Eliasson                                   | V                                               | 167 cm                                          | 68 kg                                           | 1989. június 12. (24 évesen)                    | Munksund-Skuthamns SK                           |
| 24                                              | Erika Grahm                                     | T                                               | 174 cm                                          | 70 kg                                           | 1991. január 26. (23 évesen)                    | Modo Hockey                                     |
| 27                                              | Emma Nordin                                     | T                                               | 168 cm                                          | 70 kg                                           | 1991. március 22. (22 évesen)                   | Modo Hockey                                     |
| 28                                              | Michelle Löwenhielm                             | T                                               | 172 cm                                          | 67 kg                                           | 1995. március 22. (18 évesen)                   | AIK IF                                          |
| 30                                              | Kim Martin Hasson                               | K                                               | 166 cm                                          | 68 kg                                           | 1986. február 28. (27 évesen)                   | Linköpings HC                                   |
| 35                                              | Valentina Wallner                               | K                                               | 170 cm                                          | 65 kg                                           | 1990. március 30. (23 évesen)                   | Modo Hockey                                     |
| Vezetőedző:                                     |                                                 |                                                 |                                                 |                                                 |                                                 |                                                 |

- Posztok rövidítései: K – Kapus, V – Védő, T – Támadó
- Kor: 2014. február 8-i kora

Csoportkör
B csoport
| Hely. | Csapat            | M | Gy | HGy | HV | V | G+ | G– | Gk | P | Továbbjutás  |
| ----- | ----------------- | - | -- | --- | -- | - | -- | -- | -- | - | ------------ |
| 1.    | Oroszország (RUS) | 3 | 3  | 0   | 0  | 0 | 9  | 3  | +6 | 9 | Negyeddöntő  |
| 2.    | Svédország (SWE)  | 3 | 2  | 0   | 0  | 1 | 6  | 3  | +3 | 6 | Negyeddöntő  |
| 3.    | Németország (GER) | 3 | 1  | 0   | 0  | 2 | 5  | 8  | −3 | 3 | 5–8. helyért |
| 4.    | Japán (JPN)       | 3 | 0  | 0   | 0  | 3 | 1  | 7  | −6 | 0 | 5–8. helyért |

| 2014. február 9. 12:00 (9:00) | Svédország (SWE) | 1–0 (1–0, 0–0, 0–0) | Japán (JPN) | Sajba Aréna, Szocsi Nézőszám: 2928 |

| Jegyzőkönyv                                                       | Jegyzőkönyv       | Jegyzőkönyv | Jegyzőkönyv     | Jegyzőkönyv                                                           |
| ----------------------------------------------------------------- | ----------------- | ----------- | --------------- | --------------------------------------------------------------------- |
|                                                                   | Valentina Wallner | Kapusok     | Fudzsimoto Nana | Játékvezető: Erin Blair Vonalbírók: Charlotte Girard Zuzana Svobodová |
| \| J. Asserholt (E. Eliasson, E. Grahm) (PP) – 12:38 \| 1–0 \| \| |                   |             |                 | Játékvezető: Erin Blair Vonalbírók: Charlotte Girard Zuzana Svobodová |
| 8 perc                                                            | Büntetések        | 4 perc      |                 | Játékvezető: Erin Blair Vonalbírók: Charlotte Girard Zuzana Svobodová |
| 23                                                                | Lövések           | 19          |                 | Játékvezető: Erin Blair Vonalbírók: Charlotte Girard Zuzana Svobodová |
| J. Asserholt (E. Eliasson, E. Grahm) (PP) – 12:38                 | 1–0               |             |                 | Játékvezető: Erin Blair Vonalbírók: Charlotte Girard Zuzana Svobodová |

| 2014. február 11. 14:00 (11:00) | Németország (GER) | 0–4 (0–1, 0–0, 0–3) | Svédország (SWE) | Sajba Aréna, Szocsi Nézőszám: 4015 |

| Jegyzőkönyv | Jegyzőkönyv    | Jegyzőkönyv                                     | Jegyzőkönyv       | Jegyzőkönyv                                                           |
| --- | -------------- | ----------------------------------------------- | ----------------- | --------------------------------------------------------------------- |
| | Jennifer Harss | Kapusok                                         | Kim Martin Hasson | Játékvezető: Aina Hove Vonalbírók: Stephanie Gagnon Michaela Kúdelová |
| \| \| 0–1 \| 01:00 – E. Nordin (E. Eliasson, E. Grahm) \| \| \| 0–2 \| 47:42 - C. Östberg (A. Borgqvist) \| \| \| 0–3 \| 50:31 - J. Olofsson (C. Östberg, M. Löwenhielm) \| \| \| 0–4 \| 51:35 - P. Winberg (A. Borgqvist) \| |                |                                                 |                   | Játékvezető: Aina Hove Vonalbírók: Stephanie Gagnon Michaela Kúdelová |
| 4 perc | Büntetések     | 10 perc                                         |                   | Játékvezető: Aina Hove Vonalbírók: Stephanie Gagnon Michaela Kúdelová |
| 21 | Lövések        | 29                                              |                   | Játékvezető: Aina Hove Vonalbírók: Stephanie Gagnon Michaela Kúdelová |
| | 0–1            | 01:00 – E. Nordin (E. Eliasson, E. Grahm)       |                   | Játékvezető: Aina Hove Vonalbírók: Stephanie Gagnon Michaela Kúdelová |
| | 0–2            | 47:42 - C. Östberg (A. Borgqvist)               |                   | Játékvezető: Aina Hove Vonalbírók: Stephanie Gagnon Michaela Kúdelová |
| | 0–3            | 50:31 - J. Olofsson (C. Östberg, M. Löwenhielm) |                   | Játékvezető: Aina Hove Vonalbírók: Stephanie Gagnon Michaela Kúdelová |
| | 0–4            | 51:35 - P. Winberg (A. Borgqvist)               |                   |                                                                       |

| 2014. február 13. 21:00 (18:00) | Svédország (SWE) | 1–3 (0–1, 1–1, 0–1) | Oroszország (RUS) | Sajba Aréna, Szocsi Nézőszám: 5092 |

| Jegyzőkönyv | Jegyzőkönyv       | Jegyzőkönyv                                                | Jegyzőkönyv  | Jegyzőkönyv                                                           |
| --- | ----------------- | ---------------------------------------------------------- | ------------ | --------------------------------------------------------------------- |
| | Valentina Wallner | Kapusok                                                    | Anna Prugova | Játékvezető: Joy Tottman Vonalbírók: Stephanie Gagnon Alicia Hanrahan |
| \| \| 0–1 \| 08:38 – Anna Scsukina (Jekatyerina Paskevics, Anna Sohina) \| \| \| 0–2 \| 29:20 – Aljona Homics (Jekatyerina Szmolina) \| \| P. Winberg – 38:58 \| 1–2 \| \| \| \| 1–3 \| 58:07 – Jekatyerina Szmolenceva (Olga Szoszina) \| |                   |                                                            |              | Játékvezető: Joy Tottman Vonalbírók: Stephanie Gagnon Alicia Hanrahan |
| 14 perc | Büntetések        | 4 perc                                                     |              | Játékvezető: Joy Tottman Vonalbírók: Stephanie Gagnon Alicia Hanrahan |
| 16 | Lövések           | 31                                                         |              | Játékvezető: Joy Tottman Vonalbírók: Stephanie Gagnon Alicia Hanrahan |
| | 0–1               | 08:38 – Anna Scsukina (Jekatyerina Paskevics, Anna Sohina) |              | Játékvezető: Joy Tottman Vonalbírók: Stephanie Gagnon Alicia Hanrahan |
| | 0–2               | 29:20 – Aljona Homics (Jekatyerina Szmolina)               |              | Játékvezető: Joy Tottman Vonalbírók: Stephanie Gagnon Alicia Hanrahan |
| P. Winberg – 38:58 | 1–2               |                                                            |              | Játékvezető: Joy Tottman Vonalbírók: Stephanie Gagnon Alicia Hanrahan |
| | 1–3               | 58:07 – Jekatyerina Szmolenceva (Olga Szoszina)            |              |                                                                       |

Negyeddöntő
| 2014. február 15. 12:00 (9:00) | Finnország (FIN) | 2–4 (0–0, 1–0, 1–4) | Svédország (SWE) | Sajba Aréna, Szocsi Nézőszám: 2917 |

| Jegyzőkönyv | Jegyzőkönyv | Jegyzőkönyv                                         | Jegyzőkönyv       | Jegyzőkönyv                                                             |
| --- | ----------- | --------------------------------------------------- | ----------------- | ----------------------------------------------------------------------- |
| | Noora Räty  | Kapusok                                             | Valentina Wallner | Játékvezető: Nicole Hertrich Vonalbírók: Stephanie Gagnon Laura Johnson |
| \| V. Hovi (L. Välimäki) – 33:16 \| 1–0 \| \| \| \| 1–1 \| 40:48 – A. Borgqvist (PP1) \| \| \| 1–2 \| 45:09 – L. Wester (J. Asserholt, P. Winberg) \| \| E. Nuutinen (K. Rantamäki, R. Lindstedt – 45:21 \| 2–2 \| \| \| \| 2–3 \| 55:45 – E. Eliasson (M. Löwenhielm, E. Grahm) (PP1) \| \| \| 2–4 \| 59:19 – E. Nordin (P. Winberg, E. Andersson) (ENG) \| |             |                                                     |                   | Játékvezető: Nicole Hertrich Vonalbírók: Stephanie Gagnon Laura Johnson |
| 12 perc | Büntetések  | 10 perc                                             |                   | Játékvezető: Nicole Hertrich Vonalbírók: Stephanie Gagnon Laura Johnson |
| 31 | Lövések     | 32                                                  |                   | Játékvezető: Nicole Hertrich Vonalbírók: Stephanie Gagnon Laura Johnson |
| V. Hovi (L. Välimäki) – 33:16 | 1–0         |                                                     |                   | Játékvezető: Nicole Hertrich Vonalbírók: Stephanie Gagnon Laura Johnson |
| | 1–1         | 40:48 – A. Borgqvist (PP1)                          |                   | Játékvezető: Nicole Hertrich Vonalbírók: Stephanie Gagnon Laura Johnson |
| | 1–2         | 45:09 – L. Wester (J. Asserholt, P. Winberg)        |                   | Játékvezető: Nicole Hertrich Vonalbírók: Stephanie Gagnon Laura Johnson |
| E. Nuutinen (K. Rantamäki, R. Lindstedt – 45:21 | 2–2         |                                                     |                   |                                                                         |
| | 2–3         | 55:45 – E. Eliasson (M. Löwenhielm, E. Grahm) (PP1) |                   |                                                                         |
| | 2–4         | 59:19 – E. Nordin (P. Winberg, E. Andersson) (ENG)  |                   |                                                                         |

Elődöntő
| 2014. február 17. 16:30 (12:30) | Egyesült Államok (USA) | 6–1 (3–0, 2–0, 1–1) | Svédország (SWE) | Sajba Aréna, Szocsi Nézőszám: 4542 |

| Jegyzőkönyv | Jegyzőkönyv   | Jegyzőkönyv                                    | Jegyzőkönyv                         | Jegyzőkönyv                                                                |
| --- | ------------- | ---------------------------------------------- | ----------------------------------- | -------------------------------------------------------------------------- |
| | Jessie Vetter | Kapusok                                        | Valentina Wallner Kim Martin Hasson | Játékvezető: Melanie Bordeleau Vonalbírók: Denise Caughey Zuzana Svobodová |
| \| A. Carpenter (M. Bozek, K. Stack) (PP1) – 06:10 \| 1–0 \| \| \| K. Bellamy (B. Decker, M. Bozek) – 07:16 \| 2–0 \| \| \| A. Kessel (B. Decker, G. Marvin) – 11:19 \| 3–0 \| \| \| M. Lamoureux (J. Lamoureux, K. Bellamy) (PP1) – 25:41 \| 4-0 \| \| \| M. Bozek (K. Coyne) – 32:17 \| 5–0 \| \| \| \| 5–1 \| 53:04 – A. Borgqvist (E. Eliasson, P. Winberg) \| \| B. Decker (K. Coyne, A. Kessel) – 56:58 \| 6–1 \| \| |               |                                                |                                     | Játékvezető: Melanie Bordeleau Vonalbírók: Denise Caughey Zuzana Svobodová |
| 6 perc | Büntetések    | 8 perc                                         |                                     | Játékvezető: Melanie Bordeleau Vonalbírók: Denise Caughey Zuzana Svobodová |
| 70 | Lövések       | 9                                              |                                     | Játékvezető: Melanie Bordeleau Vonalbírók: Denise Caughey Zuzana Svobodová |
| A. Carpenter (M. Bozek, K. Stack) (PP1) – 06:10 | 1–0           |                                                |                                     | Játékvezető: Melanie Bordeleau Vonalbírók: Denise Caughey Zuzana Svobodová |
| K. Bellamy (B. Decker, M. Bozek) – 07:16 | 2–0           |                                                |                                     | Játékvezető: Melanie Bordeleau Vonalbírók: Denise Caughey Zuzana Svobodová |
| A. Kessel (B. Decker, G. Marvin) – 11:19 | 3–0           |                                                |                                     | Játékvezető: Melanie Bordeleau Vonalbírók: Denise Caughey Zuzana Svobodová |
| M. Lamoureux (J. Lamoureux, K. Bellamy) (PP1) – 25:41 | 4-0           |                                                |                                     |                                                                            |
| M. Bozek (K. Coyne) – 32:17 | 5–0           |                                                |                                     |                                                                            |
| | 5–1           | 53:04 – A. Borgqvist (E. Eliasson, P. Winberg) |                                     |                                                                            |
| B. Decker (K. Coyne, A. Kessel) – 56:58 | 6–1           |                                                |                                     |                                                                            |

Bronzmérkőzés
| 2014. február 20. 16:00 (13:00) | Svájc (SUI) | 4–3 (0–1, 0–1, 4–1) | Svédország (SWE) | Bolsoj Jégcsarnok, Szocsi Nézőszám: 8263 |

| Jegyzőkönyv | Jegyzőkönyv        | Jegyzőkönyv                                      | Jegyzőkönyv       | Jegyzőkönyv                                                             |
| --- | ------------------ | ------------------------------------------------ | ----------------- | ----------------------------------------------------------------------- |
| | Florence Schelling | Kapusok                                          | Valentina Wallner | Játékvezető: Nicole Hertrich Vonalbírók: Denise Caughey Alicia Hanrahan |
| \| \| 0–1 \| 14:00 – M. Löwenhielm (M. Lindh, C. Östberg) \| \| \| 0–2 \| 38:58 – E. Johansson (C. Östberg) \| \| S. Benz (S. Forster) – 41:18 \| 1–2 \| \| \| P. Stanz (A. Müller) (PP) – 46:13 \| 2–2 \| \| \| J. Lutz (L. Stalder, L. Benz) – 53:43 \| 3–2 \| \| \| A. Müller (ENG) – 58:53 \| 4–2 \| \| \| \| 4–3 \| 59:16 – P. Winberg (J. Asserholt, E. Grahm) (EA) \| |                    |                                                  |                   | Játékvezető: Nicole Hertrich Vonalbírók: Denise Caughey Alicia Hanrahan |
| 10 perc | Büntetések         | 4 perc                                           |                   | Játékvezető: Nicole Hertrich Vonalbírók: Denise Caughey Alicia Hanrahan |
| 26 | Lövések            | 31                                               |                   | Játékvezető: Nicole Hertrich Vonalbírók: Denise Caughey Alicia Hanrahan |
| | 0–1                | 14:00 – M. Löwenhielm (M. Lindh, C. Östberg)     |                   | Játékvezető: Nicole Hertrich Vonalbírók: Denise Caughey Alicia Hanrahan |
| | 0–2                | 38:58 – E. Johansson (C. Östberg)                |                   | Játékvezető: Nicole Hertrich Vonalbírók: Denise Caughey Alicia Hanrahan |
| S. Benz (S. Forster) – 41:18 | 1–2                |                                                  |                   | Játékvezető: Nicole Hertrich Vonalbírók: Denise Caughey Alicia Hanrahan |
| P. Stanz (A. Müller) (PP) – 46:13 | 2–2                |                                                  |                   |                                                                         |
| J. Lutz (L. Stalder, L. Benz) – 53:43 | 3–2                |                                                  |                   |                                                                         |
| A. Müller (ENG) – 58:53 | 4–2                |                                                  |                   |                                                                         |
| | 4–3                | 59:16 – P. Winberg (J. Asserholt, E. Grahm) (EA) |                   |                                                                         |

| Csapat           | Helyezés |
| ---------------- | -------- |
| Svédország (SWE) | 4.       |

## Műkorcsolya
| Versenyző          | Versenyszám  | Rövid program | Rövid program | Kűr     | Kűr     | Összesítés | Összesítés |
| Versenyző          | Versenyszám  | Pont          | Hely.         | Pont    | Hely.   | Pont       | Helyezés   |
| ------------------ | ------------ | ------------- | ------------- | ------- | ------- | ---------- | ---------- |
| Alexander Majorov  | Férfi egyéni | 83,81         | 10.           | 141,05  | 16.     | 224,86     | 14.        |
| Viktoria Helgesson | Női egyéni   | 47,84         | 27.           | kiesett | kiesett | kiesett    | kiesett    |

## Síakrobatika
Akrobatika
| Versenyző      | Versenyszám      | Selejtező | Selejtező | Selejtező | Döntő    | Döntő    | Döntő    |
| Versenyző      | Versenyszám      | 1. futam  | 2. futam  | Hely.     | 1. futam | 2. futam | Helyezés |
| -------------- | ---------------- | --------- | --------- | --------- | -------- | -------- | -------- |
| Henrik Harlaut | Férfi slopestyle | 29,20     | 83,20     | 11.       | 83,80    | 84,40    | 6.       |
| Oscar Wester   | Férfi slopestyle | 72,80     | 28,80     | 18.       | kiesett  | kiesett  | kiesett  |
| Jesper Tjäder  | Férfi slopestyle | 61,00     | 14,20     | 24.       | kiesett  | kiesett  | kiesett  |
| Emma Dahlström | Női slopestyle   | 9,20      | 79,20     | 6.        | 72,80    | 75,40    | 5.       |

Mogul
| Versenyző         | Versenyszám | Selejtező | Selejtező | Selejtező | Selejtező | Selejtező | Selejtező | Döntő    | Döntő    | Döntő    | Döntő    | Döntő    | Döntő    | Döntő    | Döntő    | Helyezés |
| Versenyző         | Versenyszám | 1. futam  | 1. futam  | 1. futam  | 2. futam  | 2. futam  | 2. futam  | 1. futam | 1. futam | 1. futam | 2. futam | 2. futam | 2. futam | 3. futam | 3. futam | Helyezés |
| Versenyző         | Versenyszám | Idő       | Pont      | Hely.     | Idő       | Pont      | Hely.     | Idő      | Pont     | Hely.    | Idő      | Pont     | Hely.    | Idő      | Pont     | Helyezés |
| ----------------- | ----------- | --------- | --------- | --------- | --------- | --------- | --------- | -------- | -------- | -------- | -------- | -------- | -------- | -------- | -------- | -------- |
| Ludvig Fjällström | Férfi       | 26,33     | 20,38     | 16.       | 25,44     | 20,50     | 7.        | 25,30    | 19,83    | 19.      | kiesett  | kiesett  | kiesett  | kiesett  | kiesett  | 19.      |
| Per Spett         | Férfi       | 25,05     | 20,24     | 17.       | 25,81     | 20,11     | 10.       | 25,17    | 21,81    | 12.      | 27,39    | 13,47    | 11.      | kiesett  | kiesett  | 11.      |

Krossz
| Versenyző             | Versenyszám | Selejtező | Selejtező | Nyolcaddöntő | Negyeddöntő | Elődöntő           | Döntő       | Helyezés |
| Versenyző             | Versenyszám | Idő       | Hely.     | Helyezés     | Helyezés    | Helyezés           | Helyezés    | Helyezés |
| --------------------- | ----------- | --------- | --------- | ------------ | ----------- | ------------------ | ----------- | -------- |
| Victor Öhling Norberg | Férfi       | 1:15,59   | 1.        | 1.           | 3.          | kiesett            | kiesett     | 9.       |
| Michael Forslund      | Férfi       | 1:18,33   | 22.       | 3.           | kiesett     | kiesett            | kiesett     | 22.      |
| John Eklund           | Férfi       | 1:18,97   | 27.       | 1.           | 3.          | kiesett            | kiesett     | 11.      |
| Anna Holmlund         | Női         | 1:22,21   | 4.        | 1.           | 2.          | 1.                 | 3.          |          |
| Sandra Näslund        | Női         | 1:23,28   | 10.       | 1.           | 2.          | 4. (nem ért célba) | Kisdöntő 1. | 5.       |

## Sífutás
Férfi
| Versenyző                                                  | Versenyszám     | Selejtező | Selejtező | Negyeddöntő | Negyeddöntő | Elődöntő | Elődöntő | Döntő     | Döntő    |
| Versenyző                                                  | Versenyszám     | Idő       | Hely.     | Idő         | Hely.       | Idő      | Hely.    | Idő       | Helyezés |
| ---------------------------------------------------------- | --------------- | --------- | --------- | ----------- | ----------- | -------- | -------- | --------- | -------- |
| Johan Olsson                                               | 15 km           |           |           |             |             |          |          | 38:58,2   |          |
| Johan Olsson                                               | 50 km           |           |           |             |             |          |          | 1:47:27,3 | 9.       |
| Lars Nelson                                                | 15 km           |           |           |             |             |          |          | 40:08,8   | 15.      |
| Lars Nelson                                                | 30 km           |           |           |             |             |          |          | 1:08:37,7 | 10.      |
| Anders Södergren                                           | 30 km           |           |           |             |             |          |          | 1:08:46,9 | 14.      |
| Anders Södergren                                           | 50 km           |           |           |             |             |          |          | 1:47:13,0 | 7.       |
| Daniel Richardsson                                         | 15 km           |           |           |             |             |          |          | 39:08,5   |          |
| Daniel Richardsson                                         | 30 km           |           |           |             |             |          |          | 1:08:31,7 | 7.       |
| Daniel Richardsson                                         | 50 km           |           |           |             |             |          |          | 1:47:19,6 | 8.       |
| Marcus Hellner                                             | 15 km           |           |           |             |             |          |          | 39:46,9   | 10.      |
| Marcus Hellner                                             | 30 km           |           |           |             |             |          |          | 1:08:15,8 |          |
| Marcus Hellner                                             | Sprint          | 3:35,38   | 15.       | 3:33,62     | 3.          | 3:36,98  | 4.       | 5:24,31   | 6.       |
| Emil Jönsson                                               | Sprint          | 3:30,77   | 5.        | 3:33,20     | 1.          | 3:37,43  | 2.       | 3:58,13   |          |
| Teodor Peterson                                            | Sprint          | 3:31,43   | 6.        | 3:33,34     | 2.          | 3:36,48  | 2.       | 3:39,61   |          |
| Calle Halfvarsson                                          | Sprint          | 3:33,11   | 10.       | 3:39,13     | 4.          | kiesett  | kiesett  | kiesett   | 17.      |
| Emil Jönsson Teodor Peterson                               | Csapatsprint    |           |           |             |             | 23:28,22 | 3.       | 23:30,01  |          |
| Lars Nelson Daniel Richardsson Johan Olsson Marcus Hellner | 4 × 10 km váltó |           |           |             |             |          |          | 1:28:42,0 |          |

Női
| Versenyző                                               | Versenyszám    | Selejtező | Selejtező | Negyeddöntő | Negyeddöntő | Elődöntő | Elődöntő | Döntő     | Döntő    |
| Versenyző                                               | Versenyszám    | Idő       | Hely.     | Idő         | Hely.       | Idő      | Hely.    | Idő       | Helyezés |
| ------------------------------------------------------- | -------------- | --------- | --------- | ----------- | ----------- | -------- | -------- | --------- | -------- |
| Anna Haag                                               | 10 km          |           |           |             |             |          |          | 30:04,5   | 20.      |
| Anna Haag                                               | 30 km          |           |           |             |             |          |          | 1:12:40,1 | 11.      |
| Charlotte Kalla                                         | 10 km          |           |           |             |             |          |          | 28:36,2   |          |
| Charlotte Kalla                                         | 15 km          |           |           |             |             |          |          | 38:35,4   |          |
| Charlotte Kalla                                         | 30 km          |           |           |             |             |          |          | 1:16:18,5 | 34.      |
| Emma Wikén                                              | 10 km          |           |           |             |             |          |          | 29:38,9   | 12.      |
| Emma Wikén                                              | 15 km          |           |           |             |             |          |          | 40:07,2   | 9.       |
| Emma Wikén                                              | 30 km          |           |           |             |             |          |          | 1:12:31,6 | 8.       |
| Sara Lindborg                                           | 10 km          |           |           |             |             |          |          | 29:56,2   | 16.      |
| Sara Lindborg                                           | 15 km          |           |           |             |             |          |          | 40:32,4   | 20.      |
| Sara Lindborg                                           | 30 km          |           |           |             |             |          |          | 1:18:03,9 | 39.      |
| Britta Johansson Norgren                                | 15 km          |           |           |             |             |          |          | 41:51,0   | 39.      |
| Britta Johansson Norgren                                | Sprint         | 2:35,98   | 15.       | 2:37,86     | 3.          | kiesett  | kiesett  | kiesett   | 14.      |
| Ida Ingemarsdotter                                      | Sprint         | 2:34,16   | 5.        | 2:36,64     | 2.          | 2:36,05  | 3.       | 2:42,04   | 5.       |
| Stina Nilsson                                           | Sprint         | 2:35,37   | 10.       | 2:34,01     | 2.          | 2:36,42  | 5.       | kiesett   | 10.      |
| Hanna Erikson                                           | Sprint         | 2:48,83   | 52.       | kiesett     | kiesett     | kiesett  | kiesett  | kiesett   | 52.      |
| Ida Ingemarsdotter Stina Nilsson                        | Csapatsprint   |           |           |             |             | 16:48,76 | 2.       | 16:23,82  |          |
| Ida Ingemarsdotter Emma Wikén Anna Haag Charlotte Kalla | 4 × 5 km váltó |           |           |             |             |          |          | 53:02,7   |          |

## Snowboard
Akrobatika
| Versenyző       | Versenyszám      | Selejtező | Selejtező | Selejtező | Elődöntő | Elődöntő | Elődöntő | Döntő    | Döntő    | Helyezés |
| Versenyző       | Versenyszám      | 1. futam  | 2. futam  | Hely.     | 1. futam | 2. futam | Hely.    | 1. futam | 2. futam | Helyezés |
| --------------- | ---------------- | --------- | --------- | --------- | -------- | -------- | -------- | -------- | -------- | -------- |
| Niklas Mattsson | Férfi slopestyle | 82,75     | 57,25     | 7.        | 44,75    | 36,50    | 15.      | kiesett  | kiesett  | 23.      |
| Sven Thorgren   | Férfi slopestyle | 94,25     | 36,75     | 3. D      |          |          |          | 83,75    | 87,50    | 4.       |